# Androsace phaeoblephara
Androsace phaeoblephara är en viveväxtart som beskrevs av Hand.-mazz. Androsace phaeoblephara ingår i släktet grusvivor, och familjen viveväxter. Inga underarter finns listade i Catalogue of Life.